# Tash (Rapper)
Tash, bzw. Catashtraphe (* 1972 in Columbus, Ohio; bürgerlich Rico Smith), ist ein US-amerikanischer Rap-Künstler.
Tash begann seine Karriere in der Gruppe 'Disturbers of the Peace' (D.O.P.). Sein Name ist die Abkürzung von 'Catashtraphe', einer absichtlich falschen Schreibweise von 'catastrophe', das englische Wort für Katastrophe.
Zusammen mit E-Swift, ebenfalls Mitglied von D.O.P., zog er im Alter von 16 Jahren nach Kalifornien. Dort war er Protégé von King Tee und Ice-T und schließlich Mitbegründer der Alkaholiks.
Nach deren drittem Album begann Tash an seinem Solo-Debüt zu arbeiten, welches schließlich 1999 über Loud Records erschien. 2009 folgte sein zweites Solo-Album Control Freek.

## Diskografie
- 1999: Rap Life
- 2009: Control Freek